# ГЕС J.A. Páez
ГЕС J.A. Páez — гідроелектростанція у Венесуелі. Використовує ресурс із річки Санто-Домінго, яка дренує східний схил Анд та зливається з Paguey, після чого впадає ліворуч до Апуре, котра своєю чергою є лівою притокою однієї з найбільших річок світу Ориноко.
В межах проекту річку перекрили бетонною арковою греблею висотою 70 метрів та довжиною 210 метрів, яка потребувала 75 тис. м3 матеріалу. Вона утримує невелике водосховище з площею поверхні 0,12 км2 та об'ємом 3 млн м3 (під час повені до 5,4 млн м3), з яких корисний об'єм складає 2,6 млн м3. В операційному режимі у резервуарі припустиме коливання рівня між позначками 1564 та 1597 метрів НРМ.
Зі сховища через лівобережний гірський масив прокладено дериваційний тунель довжиною 13,7 км з діаметром 3,1 метра. Він подає ресурс до машинного залу, де встановлено чотири турбіни типу Пелтон потужністю по 60 МВт. Вони працюють при напорі у 920 метрів та повинні забезпечувати виробництво 1044 млн кВт-год електроенергії на рік.